# Storm of the Century 1993

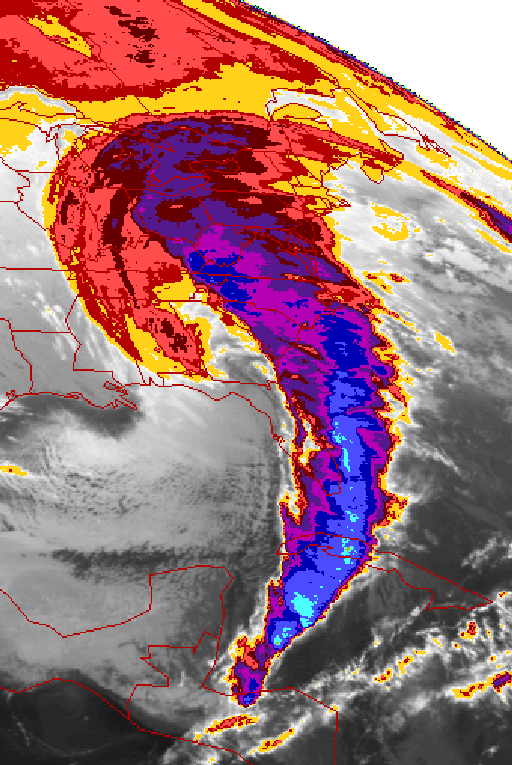
Satellitbild

Storm of the Century 1993, även kallad Superstorm 93, eller (Great) Blizzard of 1993, var en stor tropisk cyklon (orkan) som skapats i Mexikanska golfen den 2 mars 1993 och varade till 15 mars 1993. 
Den är unik för sin intensitet, massiva storlek och räckvidd.  När den hade sin största omfattning, sträckte den sig från Kanada mot Centralamerika, men framför allt handlade det om östra USA samt Kuba.  Stormen flyttade sig genom Mexikanska golfen, och sedan genom östra USA och slutligen in i Kanada. Sydliga platser  som centrala Alabama och Georgia fick 6-8 tum (15-20 centimeter) snö, och områden som Birmingham, Alabama, fick upp till 12 tum (30 centimeter) snö, enligt vissa rapporter 16 tum (41 centimeter). Även vid Florida Panhandle rapporterades snöfall på 10 centimeter (4 tum)